# Feiertage in Ghana
Dies ist eine Übersicht über die landesweiten Feiertage in Ghana, wenn diese Termine auf ein Wochenende fallen, werden sie jeweils am darauffolgenden Montag nachgeholt.
| Datum                        | Bezeichnung           |
| ---------------------------- | --------------------- |
| 1. Januar                    | Neujahrstag           |
| 6. März                      | Unabhängigkeitstag    |
| 1. Mai                       | Tag der Arbeit        |
| 25. Mai                      | Afrikatag             |
| 1. Juli                      | Tag der Republik      |
| Erster Freitag des Dezembers | Tag der Bauern1       |
| 25. Dezember                 | 1. Weihnachtsfeiertag |
| 26. Dezember                 | 2. Weihnachtsfeiertag |

1. Der „Farmers day“ wurde 1988 durch den Minister für Ernährung und Landwirtschaft eingeführt, um die Bauern des Landes zu ehren. Aus Anlass dieses Feiertages werden Preise und Zertifikate an Bauern verliehen.

## Bewegliche Feiertage
| Bezeichnung | Beschreibung                               |
| ----------- | ------------------------------------------ |
| Karfreitag  | Christlicher Feiertag                      |
| Ostermontag | Christlicher Feiertag                      |
| Eid al-Adha | Islamisches Opferfest                      |
| Eid al-Fitr | Zuckerfest, (Ende des islamischen Ramadan) |

## Traditionelle Feiertage
Daneben gibt es eine sehr große Zahl regionaler, traditioneller Feste, deren Datum ebenso als Feiertag gezählt werden kann.